# 네마냐 스토이치
네마냐 스토이치(세르비아어: Немања Стојић, 1998년 1월 15일 ~ )는 세르비아의 프로 축구 선수로, 리갓 하알 클럽 마카비 텔아비브에서 센터백으로 뛰고 있다.

## 구단 경력
스토이치는 파르티잔과 보주도바츠의 유소년 팀에서 성장했다. 2017년 츠르베나 즈베즈다와 계약을 맺고, 같은 해 2군 팀에서 데뷔했다.
2020년에는 임대 형식으로 즈라티보르 차예티나로 이적했으며, 7월 31일, 스파르타크 수보티차와의 경기에서 세르비아 수페르리가 데뷔 전을 치렀다.
2021년에는 메탈라츠 고르니밀라노바츠로 이적하여, 7월 19일, 라드니크 수르둘리차를 상대로 데뷔 전을 가졌고, 7월 25일, TSC와의 경기에서 메탈라츠 이적 후 첫 골을 기록했다.
2022년 여름, 스토이치는 TSC와 계약을 체결했다. 7월 9일, 추카리치키와의 경기에서 데뷔 전을 치렀고, 같은 경기에서 TSC 소속으로 첫 골을 기록했다.

## 국가대표팀 경력
스토이치는 2023년 1월 25일, 미국과의 친선 경기에서 세르비아 국가대표팀 데뷔 전을 치렀다. 이 경기에서 세르비아는 2–1로 승리했다.
스토이치는 UEFA 유로 2024에 참가한 세르비아 국가대표팀 명단에 포함되었지만, 대회에서는 출전 기회를 얻지 못했다.